# Violator (album)
Violator este al șaptelea album al trupei Depeche Mode. A fost lansat de Mute Records pe 19 martie 1990.

### Particularități
Albumul are câteva particularități discografice:
- Piesa "Waiting for the night" trebuia să se numească "Waiting for the night to fall", dar , din cauza unei greșeli la tipărire, titlul a fost scurtat cu două cuvinte "to fall". După descoperirea erorii, nu a mai fost schimbat.
- Piesa "Personal Jesus" are două variante de "Album version"; cea de pe CD este cea oficială, iar cea de pe discul de vinil de 12" este ajustată cu circa 30 de secunde, fiind "Album version (edit)".
- Seria interludiilor începute pe albumul din 1988 "Music for the Masses" continuă și pe acesta (fiind următorul album de studio după "Music for the Masses"). Aici se găsesc două interludii, numerotate cu #2 și #3 (pe precedentul album de studio fiind "Interlude #1 - Mission impossible"). Primul interludiu al albumului se numește "Crucified", fiind singura piesă Depeche Mode cântată de Andrew Fletcher. Atenție însă asupra faptului că textul are un singur vers, alcătuit dintr-un singur cuvânt: "Crucified".
- Piesele "Halo" și "Clean" au videoclipuri, deși nu au fost extrase pe single. Clipurile au fost difuzate în perioada albumului. Ele se găsesc comercial doar pe albumul video "Strange too", care a fost lansat doar pe VHS și Laser Disc (LD), nefiind încă transpus oficial și pe DVD.
- Și piesa "Enjoy the silence" are o particularitate legată de partea video, deoarece a avut pe lângă binecunoscutul clip în care Dave Gahan joacă rolul unui rege se plimbă prin regatul său cu un șezlong, căutând peisaje pe care să le admire, încă unul cu caracter promoțional, filmat pe unul dintre cele două foste turnuri gemene din New York. În clip apar toți membrii formației, care fie cânta, fie stau, fie privesc peisajul prin lunete.

## Remasterizarea din 2006
În 2006, Violator a fost reeditat și i s-a adaugat și un DVD bonus.

## Ediții și conținut

### Ediții originale
Ediții comerciale în Marea Britanie
- cat.# CD STUMM 64 (album pe CD, lansat de Mute)
- cat.# CDX STUMM 64 (album pe CD, lansat de Mute, album remasterizat), lansat la 3 aprilie 2006, reeditare
- cat.# MD STUMM 64 (album pe MiniDisc, lansat de Mute)
- cat.# DCC STUMM 64 (album pe Digital Compact Cassette, lansat de Mute)

Ediție comercială în SUA
- cat.# 9 45243-2 (album pe CD, lansat de Sire/Reprise)

Ediții comerciale în Japonia
- cat.# ALCB-35 (album pe CD, lansat de Alfa Records)
- cat.# TOCP-3292 (album pe CD, lansat de Toshiba - EMI), reeditare, lansat în 1997

1. "World in My Eyes"  – 4:26
2. "Sweetest Perfection"  – 4:43
3. "Personal Jesus"  – 4:56
4. "Halo"  – 4:30
5. "Waiting for the Night"  – 6:07
6. "Enjoy the Silence"  – 6:12
  - "Interlude#2 - Crucified" (hidden track), la sfârșitul piesei "Enjoy the silence", fără să fie menționat la cuprins, se află un interludiu practic instrumental, ce conține un singur cuvânt și anume "Crucified", spus de Andrew Fletcher. Acest fapt face ca piesa să fie singura cântată de acest membru al formației.
7. "Policy of Truth"  – 4:55
8. "Blue Dress"  – 5:41
  - "Interlude #3"  (hidden track), la sfârșitul piesei "Blue dress", fără să fie menționat la cuprins, se află un interludiu instrumental.
9. "Clean"  – 5:28

### Ediții pe vinil (12") și casetă audio (MC)
Aceste ediții sunt identice cu varianta pe CD, numai că, datorită specificului materialului care nus suportă multă informație pe o față, sunt împărțite în părți.
Ediția pe vinil de 12" este practic identică cu cea pe CD, cu excepția piesei "Personal Jesus" care este în versiune "Edit", mai scurtă cu aproape jumătate de minut.
Ediții comerciale în Marea Britanie
- cat.# STUMM 64 (album pe vinil de 12", lansat de Mute)
- cat.# DM LP 7 (album pe vinil de 12¨, lansat de Mute, album remasterizat), a fost lansat la 12 martie 2007, reeditare
- cat.# C STUMM 64 (album pe casetă audio, lansat de Mute)

Ediție comercială în SUA 
- cat.# 9 26081-1 (album pe CD, lansat de Sire/Reprise)
- cat.# 	4-26081 (album pe casetă audio, lansat de Sire/Rerise)

fața A:
1. "World in My Eyes"  – 4:26
2. "Sweetest Perfection"  – 4:43
3. "Personal Jesus" (edit) – 4:17
4. "Halo"  – 4:30
5. "Waiting for the Night"  – 6:07

fața B:
1. "Enjoy the Silence"  – 6:12
  - "Interlude#2 - Crucified" (hidden track), la sfârșitul piesei "Enjoy the silence", fără să fie menționat la cuprins, se află un interludiu practic instrumental, ce conține un singur cuvânt și anume "Crucified", spus de Andrew Fletcher. Acest fapt face ca piesa să fie singura cântată de acest membru al formației.
2. "Policy of Truth"  – 4:55
3. "Blue Dress"  – 5:41
  - "Interlude #3"  (hidden track), la sfârșitul piesei "Blue dress", fără să fie menționat la cuprins, se află un interludiu instrumental.
4. "Clean"  – 5:28

### Ediția remasterizată cu DVD bonus (SACD/CD+DVD)
Ediția comercială în Marea Britanie (SACD+DVD)
- DM CD 7 (album pe SACD+DVD, lansat de Mute, album remasterizat), lansat în 3 aprilie 2006, reeditare

Ediția comercială în SUA (CD+DVD)
- R2 77594 (album pe CD+DVD, lansat de Sire/Reprise/Rhino, album remasterizat), lansat la 6 aprilie 2006, reeditare

DVD-ul conține albumul în format 5.1 format, câteva piese adiționale luate din single-urile extrase de pe albumul inițial și un documentar; piesele sunt în fapt b-side-urile single-urilor. Piesele adiționale și documentarul nu sunt în format 5.1, ci în format PCM Stereo.
SACD (in Marea Britanie) / CD (in SUA):
1. "World in My Eyes"  – 4:26
2. "Sweetest Perfection"  – 4:43
3. "Personal Jesus" (edit) – 4:17
4. "Halo"  – 4:30
5. "Waiting for the Night"  – 6:07
6. "Enjoy the Silence"  – 6:12
  - "Interlude#2 - Crucified" (hidden track), la sfârșitul piesei "Enjoy the silence", fără să fie menționat la cuprins, se află un interludiu practic instrumental, ce conține un singur cuvânt și anume "Crucified", spus de Andrew Fletcher. Acest fapt face ca piesa să fie singura cântată de acest membru al formației.
7. "Policy of Truth"  – 4:55
8. "Blue Dress"  – 5:41
  - "Interlude #3"  (hidden track), la sfârșitul piesei "Blue dress", fără să fie menționat la cuprins, se află un interludiu instrumental.
9. "Clean"  – 5:28

DVD:
1. "World in My Eyes"  – 4:26
2. "Sweetest Perfection"  – 4:43
3. "Personal Jesus" (edit) – 4:17
4. "Halo"  – 4:30
5. "Waiting for the Night"  – 6:07
6. "Enjoy the Silence"  – 6:12
  - "Interlude#2 - Crucified" (hidden track), la sfârșitul piesei "Enjoy the silence", fără să fie menționat la cuprins, se află un interludiu practic instrumental, ce conține un singur cuvânt și anume "Crucified", spus de Andrew Fletcher. Acest fapt face ca piesa să fie singura cântată de acest membru al formației.
7. "Policy of Truth"  – 4:55
8. "Blue Dress"  – 5:41
  - "Interlude #3"  (hidden track), la sfârșitul piesei "Blue dress", fără să fie menționat la cuprins, se află un interludiu instrumental.
9. "Clean"  – 5:28
10. "Dangerous" (Single version) - 4:20
11. "Memphisto" (Single version) - 4:02
12. "Sibeling" (Single version) - 3:15
13. "Kaleid" (Single version) - 4:17
14. "Happiest Girl" (Jack Mix) - 4:58
15. "Sea Of Sin" (Tonal Mix) - 4:43
16. "Depeche Mode: 1989-1991" (If you wanna use guitars, use guitars) - 32:28

### Ediția "Ninety+One" (2xCD)
Ediția comercială în Japonia
- cat.# ALCB-33 (album pe două CD-uri, lansat de Alfa Records)

Pe copertă se intitulează "Violator Nintety+One" în timp ce al doilea CD se intitulează "Enjoy the silence". Pe primul CD este albumul, ca în varianta originală, în timp ce pe al doilea se află câteva versiuni mixate ale piesei "Enjoy the silence" și două b-side-uri.
disc 1: 
1. "World in My Eyes"  – 4:26
2. "Sweetest Perfection"  – 4:43
3. "Personal Jesus" (edit) – 4:17
4. "Halo"  – 4:30
5. "Waiting for the Night"  – 6:07
6. "Enjoy the Silence"  – 6:12
  - "Interlude#2 - Crucified" (hidden track), la sfârșitul piesei "Enjoy the silence", fără să fie menționat la cuprins, se află un interludiu practic instrumental, ce conține un singur cuvânt și anume "Crucified", spus de Andrew Fletcher. Acest fapt face ca piesa să fie singura cântată de acest membru al formației.
7. "Policy of Truth"  – 4:55
8. "Blue Dress"  – 5:41
  - "Interlude #3"  (hidden track), la sfârșitul piesei "Blue dress", fără să fie menționat la cuprins, se află un interludiu instrumental.
9. "Clean"  – 5:28

disc 2:
1. "Enjoy The Silence" (Single version) - 4:18
2. "Enjoy The Silence" (Ecstatic Dub) - 5:54
3. "Enjoy The Silence" (Ecstatic Dub Edit) - 5:45
4. "Sibeling" (Single version) - 3:15
5. "Enjoy The Silence" (Bass Line) - 7:42
6. "Enjoy The Silence" (Harmonium) - 2:43
7. "Enjoy The Silence" (Ricki Tik Tik Mix) - 5:30
8. "Memphisto" (Single version) - 4:02

### Discul de interviu
Discul de interviu în SUA
- cat.# PRO-C-4329 (casetă audio promoțională de interviu, lansată de Sire/Reprise), lansat la 20 martie 1990

Se intitulează "Depeche Mode ... The Wherehouse 3/20/90" și are același conținut pe ambele fețe: interviul cu formația și un mix rar.
1. Interview with Depeche Mode - 19:32
2. "Something to do" (Metal mix) - 7:26

### Mostre promoționale
Ediție promoțională în Mare Britanie
- cat.# P STUMM 64 (mostră promoțională din album pe vinil de 12", lansată de Mute)

Piesa "Enjoy the silence" este "curată" (="clean"), adică se termină singură, fără a mai fi legată de "Interlude #3", ca pe albumul comercial. Așadar, 4:27 minute durează în fapt piesa. Mostra conține doar piesele care au fost extrase pe single.
1. "Policy of Truth" (Album version) – 4:55
2. "Personal Jesus" (Album version - edit) – 4:17
3. "World in My Eyes" (Album version) – 4:26
4. "Enjoy the Silence" (Album version - clean) – 4:27

Ediție promoțională în Japonia (3"CD)
- cat.# Y08-2 (mostră promoțională din album pe CD de 3", lansat de Alfa Records)

Se intitulează "World Violation", care este și numele turneului de promovare a albumului. A fots lansat în perioada turneului. Diferă de mostra britanică nu doar prin aranjarea diferită a pieselor, dar și prin faptul că "Personal Jesus" este în varianta întreagă, iar "Enjoy the silence" este "Single version".
1. "World in My Eyes" (Album version) – 4:24
2. "Policy of Truth" (Album version) – 4:53
3. "Personal Jesus" (Album version) – 4:55
4. "Enjoy the Silence" (Single version) – 4:16

## Single-uri

### În Marea Britanie
1. "Personal Jesus" (29 august 1989)
2. "Enjoy the Silence" (5 februarie 1990)
3. "Policy of Truth" (7 mai 1990)
4. "World in My Eyes" (17 septembrie 1990)

### În SUA
1. "Personal Jesus" (19 septembrie 1989)
2. "Enjoy the Silence" (27 februarie 1990)
3. "Policy of Truth" (22 mai 1990)
4. "World in My Eyes" (16 octombrie 1990)